# Dowling Falls
Die Dowling Falls sind ein Wasserfall bislang nicht ermittelter Fallhöhe in der Tararua Range im Süden der Region Manawatū-Whanganui auf der Nordinsel Neuseelands. Er liegt im Oberlauf des South Ohau River südöstlich der Stadt Levin.